# Tristan Harris
Tristan Harris est un informaticien et un éthicien américain. Il est le président et le cofondateur du Center for Humane Technology. Avant cela, il travaille en tant qu'éthicien du design pour Google. Il est diplômé de l'université Stanford, où il étudie l'éthique de la persuasion humaine.

## Jeunesse et formation
Tristan Harris grandit dans la région de la baie de San Francisco, et s'intéresse tôt à l'illusionnisme amateur. Il étudie l'informatique à l'université Stanford et y entame un master en psychologie, qu'il abandonne en 2007.

## Carrière
En 2007, Harris lance Apture (en), une startup qui développe une extension pour navigateur web permettant aux utilisateurs d'accéder aux résultats d'une recherche directement sur la page consultée, rendant ces résultats visibles sans devoir quitter le site internet où l'on se trouve. Google rachète Apture en 2011, et Harris est affecté au développement de Google Inbox.
En février 2013, alors qu'il travaille chez Google, Harris est l'auteur d'une présentation titrée « A Call to Minimize Distraction & Respect Users’ Attention », qu'il partage avec des collègues. Il y suggère que Google, Apple et Facebook devraient se sentir responsables de ce que « l'humanité ne passe pas ses jours enfermée dans un smartphone ». En fin de compte, la présentation de 141 diapositives est vue par plusieurs dizaines de milliers d'employés de Google, et suscite des conversations sur la responsabilité de l'entreprise même après le départ de son auteur.
Harris détient plusieurs brevets de ses emplois précédents chez Apple, Wikia, Apture, et Google.
En décembre 2015, Harris quitte Google pour cofonder l'organisation Time Well Spent, qui devient ensuite le Center for Humane Technology. Il souhaite ainsi rassembler des soutiens pour des technologies alternatives construites autour de valeurs fondamentales visant à aider les gens à faire bon usage de leur temps, plutôt que d'en accaparer toujours plus. Il affirme que les esprits humains peuvent être détournés, et que les choix que ces esprits font ne sont pas aussi libres qu'ils ne le croient. The Atlantic déclare dans le numéro de novembre 2016 qu'« Harris est ce que la Silicon Valley a de plus proche d'une conscience ».
En tant que membre du Center for Humane Technology, Harris plaide pour que l'impact négatif des technologies numériques soit compris et minimisé. En 2017, il discute dans 60 Minutes avec Anderson Cooper du design addictif des applications pour smartphones. Lors d'une présentation en 2019 à San Francisco, il invente l'expression « human downgrading » pour décrire un système interconnecté d'addiction, de distraction, d'isolation, de polarisation et de fake news nocifs, qui se renforcent mutuellement, et affaiblissent les capacités humaines, pour capter l'attention des gens.
Harris et d'autres membres du Center for Humane Technology sont interviewés pour le film Derrière nos écrans de fumée, distribué par Netflix. Il y affirme que « jamais auparavant dans l'histoire, 50 concepteurs n'ont pris des décisions qui affectent deux milliards de personnes ».